# Shin’ichi Watanabe (Leichtathlet)
Shin’ichi Watanabe (jap. 渡邉 真一, Watanabe Shin’ichi; * 16. November 1976) ist ein japanischer Marathon- und Ultramarathonläufer.
2002 kam er beim Biwa-See-Marathon auf den zwölften und beim Berlin-Marathon auf den 13. Platz. Im Jahr darauf wurde er Fünfter beim Nagano-Marathon und belegte beim Fukuoka-Marathon den 17. Platz, und 2004 wurde er Siebter am Biwa-See und Sechster in Berlin. 2005 wurde er Neunter am Biwa-See und kam beim Chicago-Marathon auf den 13. Platz.
2007 siegte er in 6:29:57 h beim Saroma-See-100-km-Ultramarathon und mit der Weltjahresbestzeit von 6:23:21 h beim IAU 100 km World Cup, der im Rahmen des Run Winschoten ausgetragen wurde.
Beim Tokio-Marathon 2010 belegte er den 14. Platz.

## Persönliche Bestzeiten
- 10.000 m: 28:42,43 min, 16. Mai 2003, Amagasaki
- Halbmarathon: 1:02:38 h, 28. Oktober 2004, Kumagaya
- Marathon: 2:09:32 h, 26. September 2004, Berlin
- 100-km-Straßenlauf: 6:23:21 h, 8. September 2007, Winschoten